# Ablautus
Ablautus là một chi ruồi thuộc họ Ruồi ăn sâu. 

## Loài
- Ablautus arnaudi Wilcox, 1966
- Ablautus basini Wilcox, 1966
- Ablautus californicus Wilcox, 1935
- Ablautus coachellus Wilcox, 1966
- Ablautus colei Wilcox, 1966
- Ablautus coquilletti Wilcox, 1935
- Ablautus flavipes Coquillett, 1904
- Ablautus linsleyi Wilcox, 1966
- Ablautus mimus (Osten Sacken, 1877)
- Ablautus rubens Coquillett, 1904
- Ablautus rufotibialis Back, 1909
- Ablautus schlingeri Wilcox, 1966
- Ablautus trifarius Loew, 1866[1]
- Ablautus vanduzeei Wilcox, 1935